# Festuca elegans
La cañuela elegante (Festuca elegans) es una especie de planta de la familia Poaceae o gramíneas.

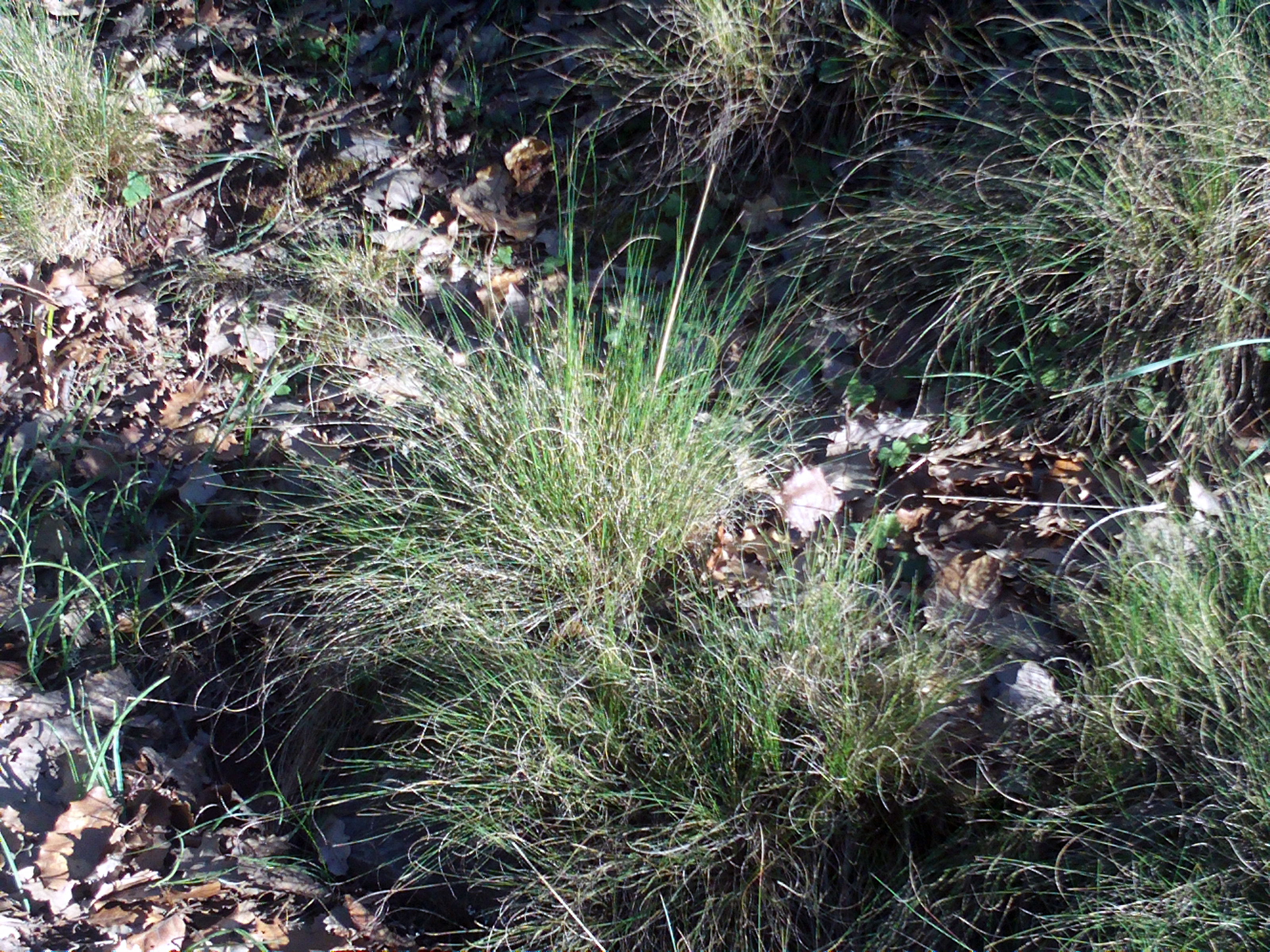
En su hábitat

## Descripción
Hierba perenne, densamente cespitosa, que forma amplias macollas, con gran poder colonizador. Tallos foliosos de hasta 100 cm de altura. Hojas fliformes, envainantes, de hasta 0,5 mm de anchura, característicamente enrolladas en sentido longitudinal cuando van secándose. Flores en panícula de espiguillas más o menos laxa y piramidal; espiguillas lineares de hasta 8 mm de longitud. Fruto en cariopsis.

## Distribución y hábitat
En la península ibérica. Abundantísima en prados de diente, claros de piornales y melojares, taludes y otros hábitats con suelos más o menos secos.
Es un endemismo ibérico.

## Taxonomía
Festuca elegans fue descrita por Pierre Edmond Boissier y publicado en Elenchus Plantarum Novarum 92. 1838.
Citología
Número de cromosomas de Festuca elegans (Fam. Gramineae) y táxones infraespecíficos: 2n=28
Etimología
Festuca: nombre genérico que deriva del latín y significa tallo o brizna de paja, también el nombre de una mala hierba entre la cebada.
elegans: epíteto latino que significa "elegante".
Sinonimia
- Festuca elegans subsp. merinoi (Pau) Fuente & Ortuñez
- Festuca merinoi Pau[7][8]